# Bukovje (Brežice, Slovenija)
Bukovje je naselje u Općini Brežice u istočnoj Sloveniji. Bukovje se nalazi u pokrajini Dolenjskoj i statističkoj regiji Donjoposavskoj. 

## Stanovništvo
Prema popisu stanovništva iz 2002. godine Bukovje je imalo 63 stanovnika.

## Vanjske poveznice
- Satelitska snimka naselja  Arhivirana inačica izvorne stranice od 29. srpnja 2017. (Wayback Machine)